# Морбеньо
Морбеньо (на италиански: Morbegno) е град и община в Северна Италия.

## География
Град Морбеньо е в провинция Сондрио на регион Ломбардия. Разположен е на река Ада. Има население от 11 932 жители по данни от преброяването през 2009 г.

## История
Морбеньо получава статут на град през 1966 г.

## Забележителности
Сред архитектурните забележителности на града е църквата „Сан Джовани Батиста“, построена през 1560 г.

## Личности
Родени
- Роберто Антонели (р. 1953), италиански футболист
- Паола Камбиаги (р. 1973), италианска киноактриса
- Сабрина Паравичини (р. 1970), италианска киноактриса

## Побратимени градове
- Ланберис, Уелс от 2004 г.